# Pecado de amor (telenovela de 1995)
Pecado de amor es una telenovela venezolana realizada por Venevisión entre  1995 y 1997. Fue escrita por Mariela Romero, producida por Arnaldo Limasky. 
Está Protagonizada por Karina y Víctor Cámara, coprotagonizada por Amanda Gutiérrez y el primer actor Gustavo Rodríguez y con la participación antagónica de Joana Benedek,  Eva Blanco y Alberto Marín. Cuenta además con las actuaciones estelares de Daniel Alvarado, Elba Escobar y las participaciones especiales de Carlos Olivier, Elizabeth Morales, Emma Rabbe, Rosalinda Serfaty, Adolfo Cubas y Viviana Gibelli como estrellas invitadas a medida que se fueron añadiendo más capítulos a la historia. 
Fue la telenovela más larga de la historia de Venevisión. Fue distribuida internacionalmente por Venevisión Internacional.

## Argumento
Durante su adolescencia, Consuelo Sánchez queda embarazada de su novio, Adolfo Álamo, quien está casado con una mujer rica y alcohólica llamada Marisela y que además tienen tres hijos: Junior, Andreína y Rosalía. 
Cuando Consuelo da a luz, su madre Blanca se roba a su bebé y la deja abandonada en una pequeña casa situada en un área pobre de la ciudad. Esto hace que Consuelo deje el hogar para siempre, decidida a no hablarle nunca más a su madre. La dueña de la casita, Carmen Rosa Barrios, recibe a la niña con alegría, la bautiza Rosa y la cría como a su propia hija. Años después, Carmen y Rosa se colocan como empleadas domésticas en una residencia para estudiantes que es propiedad de Blanca, la abuela de Rosa, sin saber el parentesco que las une. 
Mildred, estudiante sobresaliente de filosofía, se convierte en la mejor amiga de Rosa; Alejandro Márquez, el novio de Rosalía Álamo, se enamora de Rosa y ella de él. Rosa queda embarazada de Alejandro pero no logra alcanzar la felicidad a su lado, pues Rosalía lo convence de que el bebé no es suyo, sino de Junior Álamo, su hermano, quien se unió para engañarla. Mientras tanto, Consuelo vive con Isaías Peña, un borracho. Una noche, al acompañarlo a una reunión de alcohólicos anónimos, Consuelo conoce a Marisela, la esposa de Adolfo Álamo, sin saber su identidad. Esta amistad conduce hacia un reencuentro casual entre Consuelo y Adolfo, el amor de su juventud.
Consuelo y Rosa se hacen amigas, sin saber que son madre e hija. Más adelante, Consuelo le revela a Rosa que Junior y Rosalía son sus hermanos y que ella es su madre.
Adolfo habla con Rosa y luego obligan a Blanca a confesar la verdad, que robó la bebé de Consuelo y la dejó en manos de extraños. Junior, quien padece de cáncer mortal, también confiesa su participación en el engaño que separó a Rosa y Alejandro. Posteriormente Rosa también enferma y muere, su hermana Rosalía pierde la razón y se cree que es Rosa, Alejandro queda solo con los hijos que tuvo con Rosa y Rosalía respectivamente.

## Elenco
- Karina como Rosa Barrios / Rosa Álamo Sánchez / Blanca Vegas (joven)
- Víctor Cámara como Alejandro Márquez
- Amanda Gutiérrez como Consuelo Sánchez
- Viviana Gibelli como Esperanza Hernández
- Daniel Alvarado (†) como Isaías Peña
- Elba Escobar como Marisela de Álamo
- Alberto Marín como Evaristo Sánchez
- Gustavo Rodríguez como Adolfo Álamo
- Carlos Olivier como Ricardo
- Gigi Zanchetta como Raiza Morón
- Joana Benedek como Rosalía Álamo
- Denise Novell como Natalia
- Dulce María Pilonieta como Andreína Álamo
- Mauricio Rentería como Roberto Medino Jr (Robert Mitchu)
- Eva Blanco como Blanca Vegas de Sánchez
- Isabel Moreno como Amalia de Márquez
- Lucy Orta como Leticia
- María de Lourdes Devonish como Herminda Barrios
- Estelita del Llano como Conchita de Medino
- Martha Carbillo como Chencha
- Elisa Escámez como Loba
- Eva Mondolfi como Dra. Minerva Lovera
- Raquel Castaños como Carmen Rosa Barrios
- Helianta Cruz
- Judith Vázquez como Isabel Santiano
- Lucio Bueno como Eustoquio García Barrios
- Alexis Escámez como Rivero
- Humberto Tancredi como Roberto Medino (padre)
- Omar Moynelo como Salvador
- Francisco Ferrari
- Umberto Buonocuore como Viccenso
- Manuel Salazar como Dr. Zerpa
- Omar Omaña
- Miguel Alcántara como Adán Royers
- Humberto García como Julián
- Raúl Amundaray como Gral. Pedro Rafael Rangel
- Héctor Myerston como Aureliano Hernández
- Luis de Mozos
- Carlos Omaña
- Hans Christopher como Octavio Scortzer
- Osvaldo Mago como Efraín
- Juan Frankis como Ambrosio
- Mauricio González como Beneditto Sánchez
- Luis Salazar como Ministro
- Aitor Gaviria como René
- Ricardo Hernández como José Luis Toreano
- Javier Valcárcel como Junior Álamo
- Luis Gerardo Núñez como Carlos Bustamante
- Ana Massimo como Lucila
- Beba Rojas como Mariela Guevara
- Andreina Yépez como Bilma
- Carlos Carrero como Lucas
- Deyanira Hernández
- Elizabeth Morales como Milagros
- Emma Rabbe como Indira
- Alba Vallvé como Sandra
- José Vieira como Chucho
- Beatriz Fuentes como Mildred
- Rosalinda Serfaty como Eloísa Fuenmayor
- Adolfo Cubas
- Maribel Zambrano
- Martha Mijares como Mamá de Carlos
- Jorge Aravena como Carlos Barrios / Fernando Domínguez
- Henry Soto como Cristóbal Rodríguez
- Víctor Hernández como Ignacio
- Deyalit López
- Alfonso Medina
- Luis Gerónimo Abreu como Reynaldo Molina
- Aura Rivas como Regia de Trompiz
- Frank Méndez como Humberto "Beto"
- Patricia Oliveros como Alicia Paredes
- Saúl Martínez como Comisario
- Niurka Acevedo
- Reymarvis Rojas
- Luis Pérez Pons
- Gaspar González
- Ulises Castillo
- Maritza Adames
- Kelly Hernández
- Olga Henríquez
- Mirtha Borges como Olivia
- Olga Rojas como Tirsa

## Producción
- Idea original: Mariela Romero
- Guion: Freddy Salvador Hernández y José Luis Contreras
- Tema musical: Mi Alma Grita
- Intérprete: Karina
- Música: José Pollo Sifontes
- Dirección de producción: José Ramón de la Cotera
- Productora asociada : Vilma Otazo
- Director ejecutivo: Arquímedes Rivero
- Productor ejecutivo: Arnaldo Limasky
- Dirección general: Marcos Reyes Andrade